# Neuenfelde (Hamburg)
Neuenfelde, Hamburg-Neuenfelde — dzielnica miasta Hamburg w Niemczech, w okręgu administracyjnym Harburg.  
1 kwietnia 1937 na mocy ustawy o Wielkim Hamburgu włączony w granice miasta.